# Riccardo Marchizza
Riccardo Marchizza (Roma, Italia; 26 de marzo de 1998) es un futbolista italiano. Juega de defensa central y su equipo actual es el Frosinone Calcio de la Serie A.

## Trayectoria
Nacido en Roma, Marchizza se unió a las inferiores de la AS Roma a los ocho años. Debutó con el primer equipo del club el 8 de diciembre de 2016 ante el Astra Giurgiu por la Liga Europa de la UEFA.
En julio de 2017, fue transferido al Sassuolo. En su nuevo club fue cedido a otros clubes de la Serie B y Serie A de Italia.
Debutó en Sadduolo el 30 de agosto de 2022 en el empate sin goles contra el AC Milan.

## Selección nacional
Fue internacional juvenil por Italia. Formó parte del equipo de Italia sub-20 que logró el tercer lugar en la Copa Mundial de Fútbol Sub-20 de 2017.

## Estadísticas
Actualizado al último partido disputado el 28 de septiembre de 2023
| Club               | Div.          | Temporada     | Liga  | Liga  | Copas nacionales | Copas nacionales | Copas internacionales | Copas internacionales | Total | Total |
| Club               | Div.          | Temporada     | Part. | Goles | Part.            | Goles            | Part.                 | Goles                 | Part. | Goles |
| ------------------ | ------------- | ------------- | ----- | ----- | ---------------- | ---------------- | --------------------- | --------------------- | ----- | ----- |
| Roma · Italia      | 1.ª           | 2016-17       | 0     | 0     | 0                | 0                | 1                     | 0                     | 1     | 0     |
| Roma · Italia      | Total club    | Total club    | 0     | 0     | 0                | 0                | 1                     | 0                     | 1     | 0     |
| Avellino · Italia  | 2.ª           | 2017-18       | 18    | 0     | 0                | 0                | —                     | —                     | 18    | 0     |
| Avellino · Italia  | Total club    | Total club    | 18    | 0     | 0                | 0                | 0                     | 0                     | 18    | 0     |
| Crotone · Italia   | 2.ª           | 2018-19       | 17    | 0     | 3                | 0                | —                     | —                     | 20    | 0     |
| Crotone · Italia   | Total club    | Total club    | 17    | 0     | 3                | 0                | 0                     | 0                     | 20    | 0     |
| Spezia · Italia    | 2.ª           | 2019-20       | 23    | 0     | 0                | 0                | 0                     | 0                     | 23    | 0     |
| Spezia · Italia    | 1.ª           | 2020-21       | 24    | 0     | 1                | 0                | 0                     | 0                     | 25    | 0     |
| Spezia · Italia    | Total club    | Total club    | 47    | 0     | 1                | 0                | 0                     | 0                     | 48    | 0     |
| Empoli · Italia    | 1.ª           | 2021-22       | 19    | 0     | 3                | 0                | —                     | —                     | 22    | 0     |
| Empoli · Italia    | Total club    | Total club    | 19    | 0     | 3                | 0                | 0                     | 0                     | 22    | 0     |
| Sassuolo · Italia  | 1.ª           | 2022-23       | 10    | 0     | 0                | 0                | —                     | —                     | 10    | 0     |
| Sassuolo · Italia  | Total club    | Total club    | 10    | 0     | 0                | 0                | 0                     | 0                     | 10    | 0     |
| Frosinone · Italia | 1.ª           | 2023-24       | 6     | 0     | 1                | 0                | —                     | —                     | 7     | 0     |
| Frosinone · Italia | Total club    | Total club    | 6     | 0     | 1                | 0                | 0                     | 0                     | 7     | 0     |
| Total carrera      | Total carrera | Total carrera | 117   | 0     | 8                | 0                | 1                     | 0                     | 126   | 0     |